# Znakopis

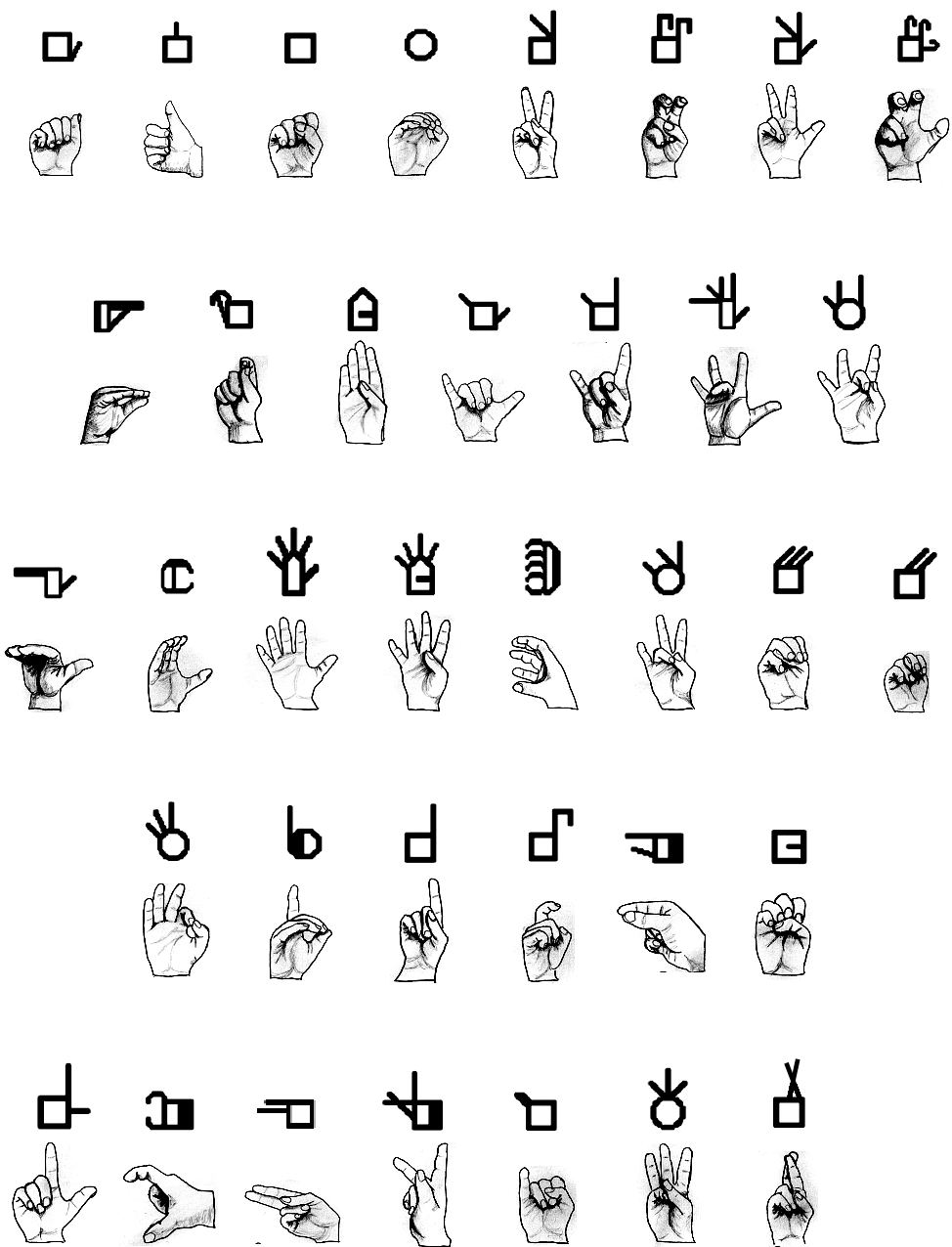
znak SignWriting / Znakopis

Znakopis, mezinárodní název SignWriting (zkráceně jen SW) je notační systém, umožňující zápis znakových jazyků. Systém je vizuálně-ikonický a umožňuje zaznamenat znakový jazyk s jeho simultánní povahou. To znamená, že jednotlivé symboly se nezapisují lineárně (za sebe) jako běžné mluvené jazyky, ale jednotlivé symboly pro tvar ruky, pohyb, mimiku atd. se zaznamenávají do schematického "obrázku" kopírující umístění rukou, těla, hlavy atd. při znakování.

## Vznik

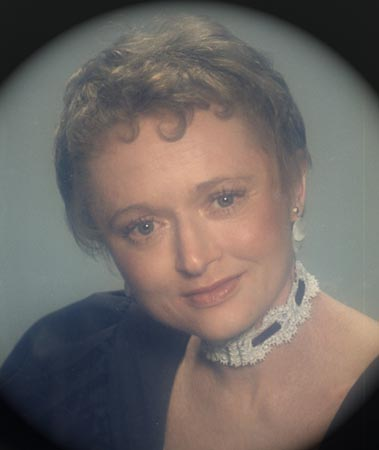
Valerie Sutton

Vznik notačního systému SignWritingu se datuje od roku 1974. Jeho tvůrkyní je Američanka Valerie Suttonová. Vzniku tohoto systému pro znakové jazyky předcházelo vytvoření notačního systému pro taneční pohyby DanceWriting.
Roky 1975-1980 byly zlomovým obdobím pro SignWriting. Suttonová s týmem Dr. Caccamise vytvořili sérii brožur nazvaných The Technical Signs Manuals, které využívaly symbolů SignWritingu (dále jen SW) pro zaznamenání znaků. V roce 1977 se v USA konaly první workshopy SW pro dospělé Neslyšící. Byly vytvořeny symboly pro všechny tvary ruky. Zápis původní podoby písma byl při ručním zápisu časově náročný. Proto byl v letech 1977-1978 vytvořen Sutton Movement Shorthand (jakýsi těsnopis pro SW). Přibližně ve stejné době začala vznikat psací podoba SW, která je třetí možností, jak lze dnes SW zapisovat.
V roce 1981 začaly vycházet noviny psané v SW ASL (Americký znakový jazyk) a v angličtině a DSL (Dánský znakový jazyk) a v dánštině. Noviny vycházely čtvrtletně. V té době neexistovaly počítačové programy, které by umožnily noviny v SW počítačově zpracovat a následně tisknout, proto byly psány ručně. Vycházely až do roku 1984. Byly to první noviny používající znakový jazyk v psané podobě.
V letech 1983-1984 vyšel překladový slovník ASL-DSL, DSL-ASL. Slovník je napsán pouze v SW bez použití mluvených jazyků.

## Počítačový program pro SignWriting
V roce 1986 vytvořil programátor Richard Gleaves počítačový program, kterým bylo možné zaznamenat SW do počítače. Díky tomu se od roku 1989 začaly opět vydávat noviny psané v SW.

## Zápis shora dolů
Od roku 1994 Lucinda O'Grandy Batchová, George Butch Zein, Kathy Sayová, Bonita Ewanová a Kevin Clark podporovali myšlenku zapisovat SW shora dolů místo zleva doprava. Tento způsob zápisu se zdá být pro SW čitelnější. Oficiálně byla tato změna oznámena v lednu roku 1997.
Po celém světě se na některých školách pro neslyšící SW vyučuje a používá se psaná forma znakového jazyka.
V SW se zapisují znaky z pohledu produktora. Zapisují se tedy ruce tak, jak je vidíme ze svého pohledu – znakujícího. Za základní se považuje zápis s dominantní pravou rukou. Pokud je zapsána pouze jedna ruka, je automaticky brána za pravou.

## Symboly

### Orientace
Orientace dlaně se určuje vzhledem k čelu znakujícího a odlišuje se barvou výplně symbolu tvaru ruky. Dlaň je prezentována bílou barvou, hřbet ruky černou barvou. V případě orientace ruky kolmo k čelu je tvar ruky vyplněn napůl bílou a napůl černou barvou. Tato výplň se řídí podle toho, na které straně je dlaň a na které hřbet ruky. Dále se v SW rozlišuje, zda je dlaň ve vertikální (svislé) či horizontální (vodorovné) poloze.
Orientace prstů se zapisuje přímo, natočením symbolu pro tvar ruky.

### Místo artikulace

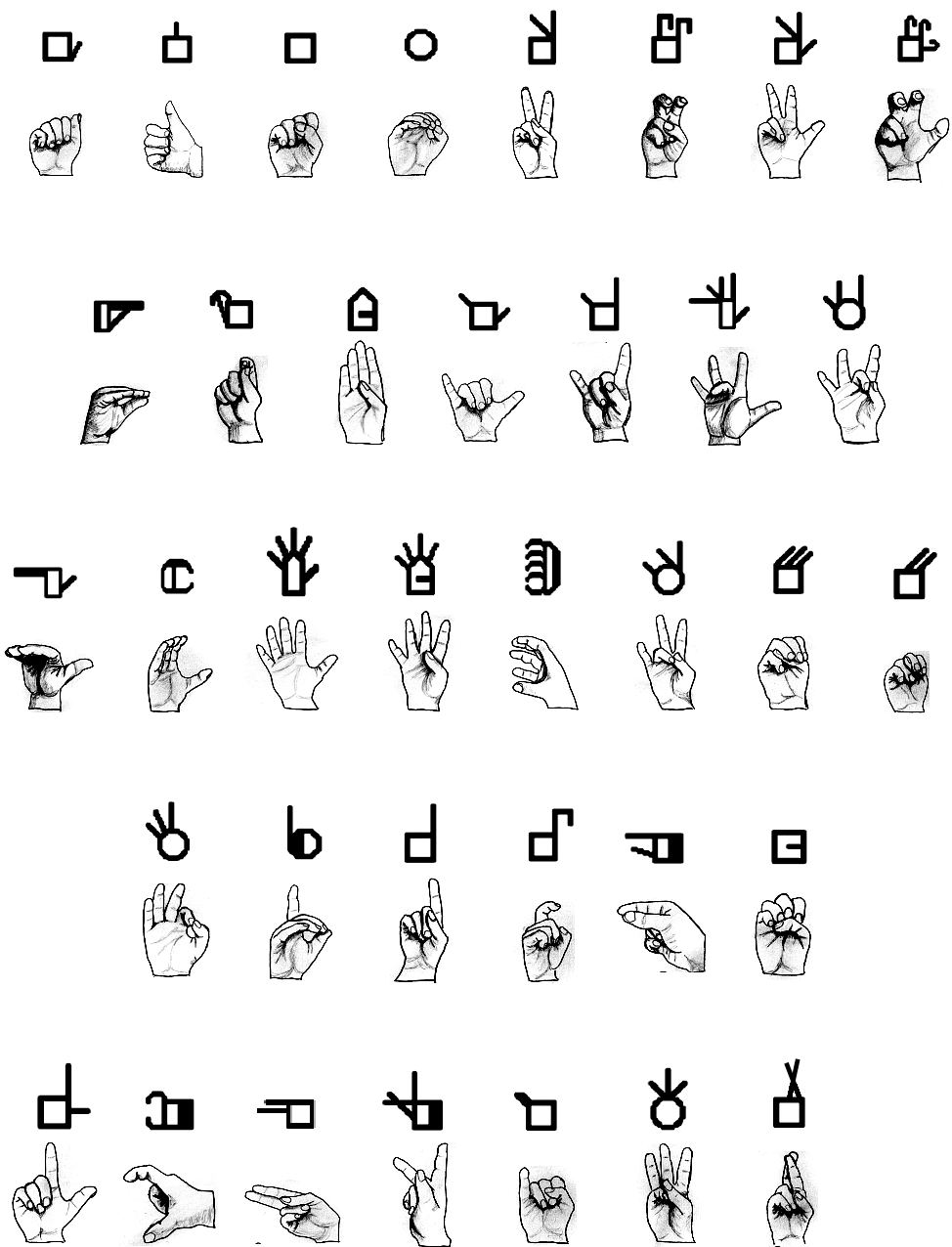
tvary ruky

Místo artikulace znaku je prostor, kde je znak prováděn. Neutrální znakovací prostor je základní a nemá svůj symbol. Komponenty pro tvary rukou se zaznamenávají do prostoru. Další místa artikulace jsou hlava, krk, linie ramen a boků, předloktí a horní část paže, případně dolní část těla.

### Tvar ruky
Tvar ruky se zapisuje jedním ze tří základních symbolů (dům = otevřená dlaň, čtverec = pěst, kruh = O), ke kterým se přidávají čárky reprezentující prsty. Nezávisle na rozdělení tvarů do těchto tří skupin funguje rozdělení do deseti skupin podle použitých prstů figurujících v daném tvaru ruky.

### Pohyb
Pohyb se v SW značí pomocí šipek. Rozlišuje se pohyb v horizontální rovině (jednoduché tělo šipky) a pohyb ve vertikální rovině (dvojité tělo šipky). Délka těla šipky odpovídá délce pohybu ruky. Pro opakovaný pohyb se používají dvojité nebo trojité šipky.

### Kontakt
Kontakt je parametr znaku, při kterém se dvě části těla ve znakovacím prostoru vzájemně dotýkají. V SW se rozlišuje několik druhů kontaktů. Základním kontaktem je "dotek", který se značí hvězdičkou v místě kontaktu či v jeho blízkosti. Dalšími druhy kontaktu jsou: držení, hlazení, úder, kruhové tření, mnutí a vnitřní kontakt.

### Mimika
Mimika se zaznamenává do kruhu reprezentujícího hlavu. Jednotlivými symboly se zaznamenávají pohyby a pozice jednotlivých částí obličeje. SW nabízí symboly pro pohyby/výrazy čela, obočí, očí, očních víček, tváří, nosu, rtů, brady.

## Výhody a nevýhody
SW je vizuální a ikonický, stejně jako znakové jazyky. Proto je jeho zápis dobře čitelný.
Díky jednotlivým komponentům (tvar ruky, pohyb,…) se dá řadit ve slovnících.
SW je univerzální systém pro všechny znakové jazyky.
Zápis SW se dá použít i ke komunikaci na dálku. Neslyšící ho mohou využít pro psaní dopisů. Pokud někdo nerad píše ručně, může pomocí webové stránky signwriting.org psát e-maily nebo přání. V dnešní době se SW využívá na Masarykově univerzitě v Brně. Vytváří se zde oboustranně překladový a výkladový slovník. (Dá se v něm vyhledávat nejen podle slov, ale i podle znaků zapsaných v SW.)
Nevýhodou je, že se dosud v České republice nevyučuje na základních školách. Proto je jen málo neslyšících, kteří jej mohou využívat.